# Vamo
Vamo ist  ein census-designated place (CDP) im Sarasota County im US-Bundesstaat Florida. Das U.S. Census Bureau hat bei der Volkszählung 2020 eine Einwohnerzahl von 2.822 ermittelt.

## Geographie
Vamo grenzt im Westen an den Gulf Intracoastal Waterway und liegt rund 10 km südlich von Sarasota sowie etwa 90 km südlich von Tampa. Der CDP wird vom Tamiami Trail (U.S. 41) durchquert.

## Demographische Daten
Laut der Volkszählung 2010 verteilten sich die damaligen 4727 Einwohner auf 3346 Haushalte. Die Bevölkerungsdichte lag bei 1243,9 Einw./km². 93,8 % der Bevölkerung bezeichneten sich als Weiße, 1,4 % als Afroamerikaner, 0,3 % als Indianer und 1,3 % als Asian Americans. 1,6 % gaben die Angehörigkeit zu einer anderen Ethnie und 1,6 % zu mehreren Ethnien an. 7,8 % der Bevölkerung bestand aus Hispanics oder Latinos.
Im Jahr 2010 lebten in 14,1 % aller Haushalte Kinder unter 18 Jahren sowie 51,1 % aller Haushalte Personen mit mindestens 65 Jahren. 49,3 % der Haushalte waren Familienhaushalte (bestehend aus verheirateten Paaren mit oder ohne Nachkommen bzw. einem Elternteil mit Nachkomme). Die durchschnittliche Größe eines Haushalts lag bei 1,83 Personen und die durchschnittliche Familiengröße bei 2,44 Personen.
13,1 % der Bevölkerung waren jünger als 20 Jahre, 17,9 % waren 20 bis 39 Jahre alt, 23,0 % waren 40 bis 59 Jahre alt und 46,1 % waren mindestens 60 Jahre alt. Das mittlere Alter betrug 57 Jahre. 45,1 % der Bevölkerung waren männlich und 54,9 % weiblich.
Das durchschnittliche Jahreseinkommen lag bei 49.129 $, dabei lebten 12,4 % der Bevölkerung unter der Armutsgrenze.
Im Jahr 2000 war Englisch die Muttersprache von 95,46 % der Bevölkerung, Spanisch sprachen 3,13 % und 1,41 % hatten eine andere Muttersprache.